# Tenea
Tenea  este un oraș în Grecia în prefectura Corintia.